# تناها (تگزاس)
تناها، تگزاس(به انگلیسی: Tenaha, Texas) شهری در ایالت تگزاس از ایالات جنوبی ایالات متحده آمریکا است. در سرشماری سال ۲۰۰۰، جمعیت این شهر ۱۰۴۶ نفر اعلام شد.